# Novara
Novara je mesto s približno 100.000 prebivalci v severozahodni italijanski regiji Piemont, zahodno od Milana.
Mesto je od Milana oddaljeno 50 km, od Torina pa 100 km. Leži na nadmorski višini 162 m, po podatkih iz leta 2005 pa ima 102.746 prebivalcev, z gostoto 990 prebivalcev na km². Novaro so ustanovili Rimljani, zgodovinsko pa je poznana predvsem po dveh bitkah (bitka pri Novari (1513) in bitka pri Novari (1849)). Je glavno mesto italijanske pokrajine Novara.
Novara je rojstno mesto italijanskega kolesarja Giuseppeja Saronnija.